# Boris Nemtsov

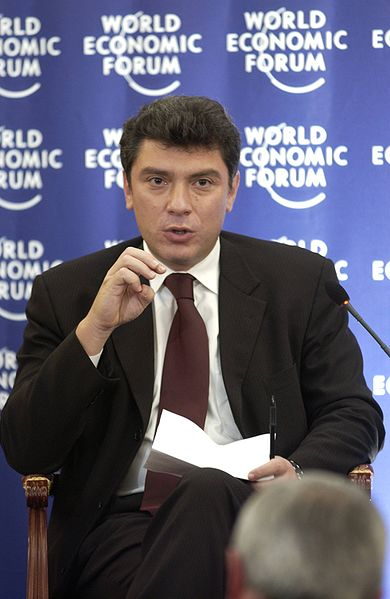
Boris Nemtsov på World Economic Forum i Moskva, den 2 oktober 2003.

Boris Jefimovitj Nemtsov (ryska: Борис Ефимович Немцов), född 9 oktober 1959 i Sotji, död 27 februari 2015 i Moskva, var en rysk liberal politiker och vicepremiärminister i Ryssland från 1997 till 1998. Han var en av ledarna för rörelsen Solidaritet och Partiet för folkets frihet och en uttalad kritiker av Vladimir Putin.
Boris Nemtsov sköts till döds i Moskva den 27 februari 2015.

## Biografi
Boris Nemtsov föddes den 9 oktober 1959 i Sotji av judiska föräldrar, Jefim Davidovitj Nemtsov och Dina Jakovlevna Eidman. Nemtsov var praktiserande ortodox kristen. I sin självbiografi berättar han att hans ryska ortodoxa mormor lät döpa honom som barn, något som han fick veta många år senare.
När han var sju år flyttade familjen till Gorkij. Från 1976 till 1981 studerade han fysik vid Gorkijs statliga universitet, och blev 1985 doktor i fysik och matematik. Fram till 1990 arbetade han som forskare vid Gorkijs radiofysiska forskningsinstitut.
År 1986, i kölvattnet av Tjernobylkatastrofen, organiserade Nemtsov en proteströrelse i Gorkij, som effektivt förhindrade byggandet av ett nytt kärnkraftverk i regionen.

### Politisk karriär
År 1989 bestämde sig Nemtsov att kandidera till Sovjetunionens kongress för folkets deputerade. Som kandidat förespråkade han flerpartidemokrati och privata företag. Han misslyckades i valet, men ställde upp i valet till Högsta sovjet i Ryska republiken som representant för Gorkij (senare omdöpt till Nizjnij Novgorod) 1990. Nemtsov besegrade de tolv andra kandidaterna i valet, varav de flesta var medlemmar i kommunistpartiet.
I det ryska parlamentet ingick Nemtsov i den rättsliga kommittén, där han arbetade med jordbruksreformer och liberalisering av utrikeshandeln. Det var i denna befattning som Nemtsov träffade Boris Jeltsin, som var imponerad av den unge mannens arbete.
I november 1991 utsågs Nemtsov som guvernör av Nizjnij Novgorod-regionen. Han omvaldes i denna befattning genom en folkomröstning i december 1995. Hans tid präglades av genomförandet av ett brett reformprogram som fått smeknamnet "Laboratoriet för reformen" och resulterade i en betydande ekonomisk tillväxt för regionen.
I december 1993 valdes Nemtsov till federala rådet, överhuset i det ryska parlamentet. Under valkampanjen fick han stöd av Rysslands val och Jabloko, som då var de främsta liberala partierna i landet.
År 1996 inlämnade han till president Jeltsin över en miljon underskrifter från invånare i Nizjnij Novgorod-regionen för att stoppa första kriget i Tjetjenien.
I mars 1997 utsågs Nemtsov till förste vicepremiärminister i Ryska federationen, med särskilt ansvar för reformering av energisektorn. Han var mycket populär hos allmänheten och verkade vara den ledande kandidaten för att bli Rysslands president år 2000. Sommaren 1997 gav opinionsmätningar Nemtsov över 50 % stöd som en potentiell presidentkandidat. Hans politiska karriär fick dock ett slag i augusti 1998 efter kraschen på den ryska aktiemarknaden och den efterföljande ekonomiska krisen. Som en av de som ingick i Anatolij Tjubajs lag tvingades Nemtsov att lämna sin post som vice premiärminister när Tjubajs avgick. Efter avskedandet av premiärministern Tjernomyrdin 1998 utnämndes Nemtsov åter av Jeltsin till posten som vice premiärminister, men avgick igen strax efter att Jeltsin upplöste regeringen.
I augusti 1999 blev Nemtsov en av grundarna av Unionen för högerkrafter, en ny liberal-demokratisk koalition som fick nästan 6 miljoner röster, eller 8,6 %, i parlamentsvalet i december 1999. Nemtsov själv valdes till statsduman (parlamentets andra kammare) och därmed blev dess vicetalman i februari 2000. I maj 2000, efter avgången av den tidigare partiledaren Sergej Kirijenko, valdes Nemtsov som ledare för Unionen för högerkrafter och dess riksdagsgrupp i statsduman. Hans position som partiledare bekräftades vid partiets kongress i maj 2001, där han stöddes av över 70 % av delegaterna.
År 2002 blev han och Irina Hakamada arresterade i Vitryssland, deporterades från landet och förklarades persona non grata av Lukasjenkas regim.
År 2002 deltog Nemtsov i förhandlingarna med gisslantagare under gisslandramat på Dubrovkateatern.
Mellan 2000 och 2003 Nemtsov var i en svår politisk ställning. Medan han var starkt emot Vladimir Putins politik som innebar att rulla tillbaka demokratin och de medborgerliga friheterna i Ryssland, var han tvungen att samarbeta med den kraftfulla medordförande för Unionen för högerkrafter, Anatolij Tjubajs, som förespråkade en mer försonlig linje mot Kreml. Som en följd framstod budskapen från Unionen för högerkrafter röriga och förvirrade, och därmed alienerades många liberala väljare. I parlamentsvalet i december 2003 fick partiet, vars lista leddes av både Nemtsov och Tjubajs, bara 2,4 miljoner röster, eller 4 % av det totala antalet. Detta innebar att de inte klarade spärren på 5 % som krävdes för att komma in i parlamentet. Därmed förlorade partiet alla sina mandat i duman.
Det officiella resultatet av valet blev ifrågasatt av vallokalsundersökningarna och de alternativa rösträkningen, som visade att Unionen för högerkrafter hade över 5 % av den nationella omröstningen och därmed var berättigade till platser i parlamentet. Trots detta så avgick Boris Nemtsov i januari 2004 formellt från partiledningen, och accepterade sitt ansvar för valnederlaget.

### I opposition mot Putins regim
I januari 2004 var Boris Nemtsov medförfattare (tillsammans med sin mångårige rådgivare och partikollega Vladimir V. Kara-Murza) till en artikel i tidningen Nezavisimaja Gazeta med titeln “Ett upprop till Putins majoritet”, som varnade för farorna med Putins diktatur. I samma månad grundade han tillsammans med Garri Kasparov, Vladimir Bukovskij och andra framstående liberaler Kommittén 2008, en paraplyorganisation för den ryska oppositionen.
I februari 2004 utsågs Nemtsov till direktör i Neftyanoi Bank och ordförande i Neftyanoi Koncern, bankens moderbolag. I december 2005 meddelade åklagare att banken skulle bli föremål för en utredning efter anklagelser om penningtvätt och bedrägeri. Nemtsov avgick från båda sina befattningar i bolaget med hänvisning till att han ville minimera de politiska följderna för banken som kunde orsakas av hans fortsatta engagemang inom politiken. Nemtsov hävdade också att hans bank kunde ha blivit måltavla på grund av hans vänskap med och stöd för förre premiärministern Michail Kasianov, som hade uttalat sin avsikt att ställa upp i presidentvalet 2008.
Under ukrainska presidentvalet av 2004 kom Nemtsov ut som en stark anhängare av den slutliga vinnaren Viktor Jusjtjenko, medan den ryska regeringen backade hans motståndare. Kort efter den Orangea revolutionen, som valet och serie av protester i Ukraina kom att kallas, utsågs Nemtsov av Jusjtjenko som ekonomisk rådgivare. Nemtsov främsta mål var att förbättra de affärsmässiga banden mellan Ukraina och Ryssland, som hade skadats efter Putinregeringens stöd till Jusjtjenkos motståndare i presidentvalet. Förhållandet mellan Nemtsov och Ukrainas regering blev instabilt i mitten av 2005, när en grupp extremt nationalistiska lagstiftare krävt att Jusjtjenko skulle avskeda sina ryska rådgivare efter anklagelser om att Nemtsov hade kritiserat ukrainska regeringsbeslut. Nemtsov blev dock kvar som ekonomisk rådgivare till Jusjtjenko, trots kritiken, fram till oktober 2006.
Den 25 november 2007 greps Nemtsov av polisen under en otillåten protest mot president Putin, men släpptes senare samma dag.
Den 26 december 2007 drog Nemtsov tillbaka sin kandidatur till presidentvalet 2008, med motivet att han inte ville dra röster från den andra kandidaten i den "demokratiska opposition", Michail Kasianov.

### I Solidaritet och Partiet för folkets frihet
Den 13 december 2008 grundade Nemtsov tillsammans med Garri Kasparov den politiska oppositionsrörelsen Solidaritet. Organisationen hoppades att förena de olika krafterna inom den liberala oppositionen.
Den 12 mars 2009 meddelade Nemtsov att han skulle ställa upp som kandidat som borgmästare i staden Sotji i valet den 26 april. Nemtsov, som kommer från Sotji, kritiserade planerna på att hålla vinter-OS 2014 i staden, en åsikt som han anser ledde till en attack mot honom av Nasji-medlemmar som använde ammoniumklorid den 23 mars 2009. Den 27 april 2009 meddelades det att den tillförordnade Sotji-borgmästaren och Enade Rysslands kandidat Anatoliy Pakhomov hade vunnit valet med 77 % av rösterna. Boris Nemtsov, som kom tvåa med cirka 14 %, ifrågasatta att valet hade gått rättvist till och hävdade att han nekats tillgång till medier och att statligt anställda hade utsatts för påtryckningar att rösta på Pakhomov.
Nemtsov var bland de 34 första undertecknarna av anti-Putin-manifestet Putin måste avgå, som offentliggjordes på Internet den 10 mars 2010.
Den 7 augusti 2010 besteg Nemtsov berget Elbrus, den högsta punkten i Ryssland och Europa (5623 meter), och reste där Solidaritet-flaggan.
I september 2010 skapade Boris Nemtsov tillsammans med Vladimir Ryzjkov, Michail Kasianov och Vladimir Milov koalitionen "För Ryssland utan rättslöshet och korruption", som i december förvandlades till Partiet för folkets frihet.
Den 31 december 2010 greps Nemtsov och andra oppositionsledare under en demonstration för mötesfrihet, Strategi-31, och dömdes till 15 dagar i fängelse. Gripandena fördömdes av Amnesty International som beskrev honom som en samvetsfånge.

### Privatliv
Boris Nemtsov var gift med Raisa Nemtsova  och hade fyra barn: Zjanna, Anton, Dina och Sofja.

### Död
Den 27 februari 2015 sköts Nemtsov till döds i centrala Moskva. Nemtsov sköts inte långt från Kreml, i ett område där det normalt sett finns bevakningskameror. Dessa var vid detta tillfälle avstängda.[källa behövs]

## Publikationer

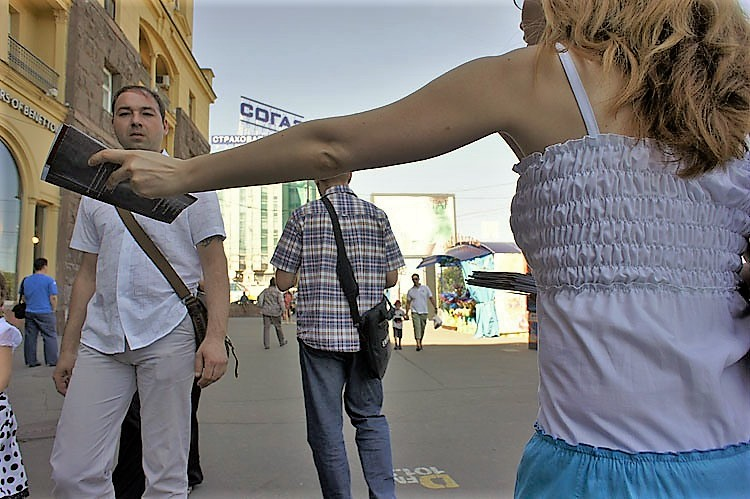
Utdelningen av rapporten Putin. Korruption

Boris Nemtsov är författare till självbiografiska böcker Landsortsbo (Провинциал) (1997), Landsortsbo i Moskva (Провинциал в Москве) (1999) och Bekännelse av en rebell (Исповедь бунтаря) (2007).
Sedan 2008 har Boris Nemtsov och Vladimir Milov publicerat flera rapporter som kritiserar Putins regim och föreslår en alternativ väg för utvecklingen i landet:
- Putin. Resultat - februari 2008
- Putin och Gazprom - september 2008
- Putin och krisen - februari 2009
- Sotji och OS - april 2009
- Luzhkov. Resultat - september 2009 (första upplagan)
- Putin. Resultat. 10 år - juni 2010. Denna rapport har publicerats i en miljon exemplar.
- Putin. Korruption - mars 2011. Skriven av ordförandena i Folkets frihetsparti Boris Nemtsov, Vladimir Milov, Vladimir Ryzhkov och Solidaritets pressekreterare Olga Shorina.
- Tio år med Putin en pamflett, skriven av de välkända Putinkritikerna Boris Nemtsov och Vladimir Milov. I skriften tecknar författarna bilden av ett Ryssland med många problem, som dessutom förvärrats. De menar bland annat att korruptionen och kriminaliteten har ökat samtidigt som levnadsvillkoren för stora grupper har försämrats under senare tid, samtidigt som Putin stärkt sitt grepp om makten.